# Néferkahor
Néferkahor est un souverain égyptien de la VIIe dynastie. Il est le 50e sur la liste d'Abydos. 

## Attestation
Son nom a été retrouvé sur un sceau cylindrique en stéatite noire de provenance inconnue. Il est donc l'un des rares rois de cette période dont une attestation a été retrouvée.